# ماجراهای دالی
ماجراهای دالی (انگلیسی: The Adventures of Dollie) فیلمی در ژانر ملودرام و نژاد پرستانه به کارگردانی دی. دبلیو. گریفیث و بیلی بیتزر است که در سال ۱۹۰۸ منتشر شد. از بازیگران آن می‌توان به آرتور وی جانسون، لیندا آرویدسون، گلادیس اگان، و چارلز اینسلی اشاره کرد.
این فیلم نخستین فیلم گریفیث است که آن را برای کمپانی بیوگراف ساخت.